# Phymeurus chianga
Phymeurus chianga är en insektsart som beskrevs av Mason, J.B. 1966. Phymeurus chianga ingår i släktet Phymeurus och familjen gräshoppor. Inga underarter finns listade i Catalogue of Life.